# عباسقلی دانشور
عباسقلی دانشور (انگلیسی: Abbasgholi Daneshvar) پزشک کرسی قلب بیمارستان مدرس تهران (متولد ۱ فروردین ۱۳۰۴ – درگذشته ۴ فروردین ۱۳۹۹)، پزشک، جراح و استاد دانشگاه، ملقب به پدر جراحی نوین قلب ایران بود.

## زندگینامه
دانشور در سال ۱۳۰۴ در شیراز متولد شد. او پس از پایان دوران ابتدایی و متوسطه در دبیرستان شاهپور سابق اهواز وارد دانشکده پزشکی شیراز شد و بعد از فارغ‌التحصیلی در سال ۱۳۳۷ با مدرک دکتری پزشکی به آمریکا رفت و دوره‌های مختلف تخصصی قلب را در مراکز متعدد جراحی قلب آمریکا گذراند و در سال ۱۳۴۶ به ایران بازگشت و به دلیل نیاز شدید  دانشگاه آذرآبادگان تبریز به تخصص وی، به عنوان معلم پیمانی مشغول به کار شد و اولین بخش جراحی قلب و قفسه سینه را که تا آن زمان در تبریز وجود نداشت بنا نهاد.
وی با تلاش و همت سرانجام در سال ۱۳۴۸ اولین و مدرن‌ترین مرکز جراحی قلب ایران را با پیشرفته‌ترین وسایل و تجهیزات و امکانات، در بخشی از بیمارستان پهلوی تبریز بنیان گذاشت که بعداً به طور مستقل بیمارستان و مرکز فوق تخصصی جراحی قلب و عروق شهید مدنی نام‌گذاری گردید و به عنوان مرکز ملی قلب ایران شناخته شد و در ۱۵ آبان همان سال اولین عمل جراحی قلب باز و تعویض دریچه میترال در ایران را در این مرکز انجام داد.
عباسقلی دانشور پس از انقلاب اسلامی ایران به تهران مهاجرت کرد و در دانشگاه شهید بهشتی مشغول به خدمت شد.
دانشور عضو کالج متخصصین بیماری‌های قفسه سینه آمریکا و عضو کالج متخصصین جراحی آمریکا بود. وی در دی ماه سال ۱۳۶۹ از طرف ایرج فاضل، رئیس فرهنگستان علوم پزشکی برای عضویت در فرهنگستان علوم پزشکی به شورای عالی انقلاب فرهنگی پیشنهاد شد و به عنوان عضو پیوسته با فرهنگستان علوم پزشکی تا زمان مرگ به همکاری نزدیک ادامه داد.
در سال ۱۳۸۰ پس از سال‌ها تلاش علمی و خدمت به جامعه پزشکی و کمک به پیشرفت علم جراحی قلب در ایران بازنشسته شد ولی همکاری خود را با دانشگاه بعنوان مشاور رئیس دانشگاه بهشتی در امور جراحی قلب و آموزش رزیدنت‌های فوق تخصصی ادامه داد.
در مراسم تجلیل از استادان برگزیده فرهنگستان‌های ایران، فاضل، از وی به عنوان برگزیده این فرهنگستان تقدیر کرد. دانشور نیز در این مراسم به اهمیت فوق‌العاده علوم و نانو تکنولوژی اشاره کرد و گفت: « هر انسانی یک DNA (دی‌ان‌ای) دارد، نه یک ستاره در آسمان. اگر در قرن ۱۷ و ۱۸، علوم وجود داشت و ۱۹ و ۲۰ علم و عمل؛ این قرن که ما زندگی می‌کنیم قرنی است که باید انسان در جستجوی علم، عمل و فضیلت باشد.»
دانشور در روز ۴ فروردین ۱۳۹۹ در سن ۹۵ سالگی پس از طی دوره طولانی بیماری درگذشت.

## مدارک علمی و تخصص
- فارغ‌التحصیل از: دانشکده پزشکی  دانشگاه شیراز، (۱۳۳۷)
- دوره تخصصی قلب در نیویورک، آمریکا
- دوره جراحی قلب در هوستون، آمریکا
- دوره جراحی عمومی و جراحی توراکس در تگزاس، آمریکا
- کسب گواهی جراحی سینه، میسوری آمریکا، (۱۳۴۵)
- تخصص: بورد تخصصی جراحی از آمریکا، (۱۳۵۰)
- دوره تخصصی جراحی قلب، مونترال کانادا، (۱۳۵۱)

## سمت و مسئولیت
مشاغل و مسئولیت‌های عباسقلی دانشور دور از تخصص وی نیست:
- عضو کالج متخصصین بیماریهای قفسه صدری آمریکا
- استاد و رئیس مرکز ملی جراحی قلب دانشگاه علوم پزشکی تبریز (تا سال ۱۳۶۳)
- مؤسس بخش جراحی قلب مدرن بیمارستان بزرگ دانشگاه تبریز
- مشاور رئیس دانشگاه بهشتی در امور جراحی قلب
- رئیس بخش جراحی و مدیر گروه قلب بیمارستان مدرس
- آموزش رزیدنت های فوق تخصصی
- مدیر گروه جراحی قلب
- رئیس هیئت ممتحنه جراحی قلب
- عضو هیئت تحریریه چندین مجله از جمله جامعه جراحان و پژوهنده
- عضو فرهنگستان علوم پزشکی جمهوری اسلامی ایران

## اولین جراحی قلب در ایران
- انجام اولین عمل جراحی قلب باز و تعویض دریچه میترال در ایران (۱۳۴۸)
- انجام اولین عمل پیوند کامل قلب در خاورمیانه، دانشگاه علوم پزشکی تبریز (۱۳۶۹)

## آثار و مقالات علمی
- تالیفات: دانشور مؤلف سه کتاب در موضوعات جراحی بوده و مقالات مختلفی از وی در نشریه‌های علمی داخلی و خارجی به چاپ رسیده است.
- مقالات: ۴ مقاله در نشریات فارسی زبان و ۱۶ مقاله در نشریات بین‌المللی
- کتاب «تکنولوژی پرفیوژن» نیز با روایتی از زندگی عباسقلی دانشور از انتشارات پزشکی شروین در سال ۱۳۹۴ منتشر شد.[۵]

- Jahangiri's Medical Dictionary (English - Persian, 4 Volumes), volume two ISBN 978-613-7-37964-6 , Hamideh Jahangiri, Alireza Norouzi, Abbasgholi Daneshvar. Lap Lambert Publishing, Germany.
- Lifestyle and Cardiovascular Disease Risk Factors, ISBN 978-613-9-83651-2, Hamideh Jahangiri, Alireza Norouzi, Abbasgholi Daneshvar. Lap Lambert Publishing, Germany.

## جوایز
- نشان طلای وزارت علوم و آموزش عالی (۱۳۵۲)
- نشان طلای وزارت علوم و آموزش عالی (۱۳۵۵
- جایزه بنیاد البرز (۱۳۵۵)
- جایزه صغرا آزرمی (۱۳۵۷)
- نشان طلا و لوح افتخار جامعه جراحان ایران (۱۳۶۴)
- لوح طلای جامعه جراحان ایران شاخه آذربایجان (۱۳۷۳)
- کسب نشان درجه‌یک دانش (۱۳۸۲)
- برگزیده همایش سی سال سلامت به دلیل انجام اولین پیوند کامل قلب (۱۳۸۶)
- چهره ماندگار جراحی قلب و عروق (۱۳۸۴)

## تقدیر
دانشور در سال ۱۳۷۳ به دانشگاه علوم پزشکی شهید بهشتی منتقل و بعنوان مدیر گروه جراحی قلب و رئیس بخش جراحی قلب بیمارستان مدرس انتخاب شد. 
عباسقلی دانشور در پنجمین دوره همایش چهره‌های ماندگار سال ۱۳۸۴ به عنوان چهره ماندگار در زمینه علوم پزشکی برگزیده و انتخاب شد.
بخش جراحی قلب بیمارستان مدرس دانشگاه علوم پزشکی شهید بهشتی در اردیبهشت ۹۲ به نام عباسقلی دانشور؛ پدر جراحی قلب ایران نامگذاری شد. این مراسم با حضور استادان پیشکسوت و اعضای هیئت علمی دانشگاه و حسن ابوالقاسمی، رئیس دانشگاه در مرکز پزشکی مدرس برگزار شد.
در مهر سال ۱۳۹۲، حسن قاضی زاده هاشمی وزیر وقت بهداشتی با حضور در منزل عباسقلی دانشور با وی دیدار و عیادت کرد. قاضی‌زاده هاشمی با اهدای لوحی از وی تقدیر و تجلیل نمود.